# Малые Угороды
Малые Угороды — деревня в Шимском районе Новгородской области в составе Медведского сельского поселения.

## География
Находится в западной части Новгородской области на расстоянии приблизительно 28 км на северо-запад по прямой от районного центра поселка Шимск.

## История
На карте 1840 года уже была обозначена как Малые Углы. На карте 1847 года уже современное название и отмечено 523 двора. В 1907 году здесь (деревня Новгородского уезда Новгородской губернии) было учтено 70 двора.

## Население
Численность населения: 426 человек (1907 год), 30 (русские 100 %) в 2002 году, 24 в 2010.